# Роланд Креєр
Роланд Креєр (нім. Ronald Kreer, нар. 10 листопада 1959, Лейпциг) — німецький футболіст, що грав на позиції захисника, зокрема за клуб «Локомотив» (Лейпциг) та національну збірну НДР.

## Клубна кар'єра
У дорослому футболі дебютував 1981 року виступами за команду «Локомотив» (Лейпциг), в якій провів десять сезонів, взявши участь у 241 матчі чемпіонату. Більшість часу, проведеного у складі лейпцизького «Локомотива», був основним гравцем захисту команди. Двічі, у 1986 і 1987 роках, допомогав команді здобувати Кубок НДР з футболу.
Після возз'єднання Німеччини команда повернула собі історичну назву «Лейпциг» (VfB Leipzig), і Креєр відіграв у її складі один сезон у другій Бундеслізі .
Завершував ігрову кар'єру в іншій лейпцизькій команді, «Хемі», за яку виступав протягом 1992—1994 років.

## Виступи за збірну
1982 року дебютував в офіційних матчах у складі національної збірної НДР.
Загалом протягом кар'єри у національній команді, яка тривала 8 років, провів у її формі 65 матчів, забивши 2 голи.

## Титули і досягнення
- Володар Кубка НДР (2):

«Локомотив» (Лейпциг): 1985–86, 1986–87